# North Escobares
North Escobares – jednostka osadnicza w Stanach Zjednoczonych, w stanie Teksas, w hrabstwie Starr.